# Gizel'don
Il Gizel'don (in russo Гизельдон?; in osseto Джызӕлдон, Džyzældon) è un fiume del Caucaso settentrionale, in Russia, affluente di sinistra dell'Ardon. Scorre nell'Ossezia Settentrionale-Alania. 
Il fiume ha origine dal ghiacciaio Majli della catena principale del Caucaso; scorre in direzione settentrionale e nord-occidentale. Sfocia nell'Ardon a soli 200 m dalla confluenza dell'Ardon nel Terek, a nord-est della città di Ardon, quindi viene spesso indicato come affluente sinistro del Terek. Lungo il suo corso tocca l'insediamento di Gizel' e di Archonskaja. Ha una lunghezza di 80 km, l'area del bacino idrografico è di 604 km².